# Jelena Grigorjewa
Jelena Grigorjewa (ur. 1977/1978, zm. 21 lipca 2019) – rosyjska działaczka na rzecz praw człowieka, w tym praw LGBTQ. Sprzeciwiała się również aneksji Krymu przez Federację Rosyjską. Została zamordowana w Sankt Petersburgu po tym, jak została zasztyletowana i uduszona na śmierć przez nieznanych napastników.
Jej nazwisko pojawiło się na opublikowanej w internecie liście aktywistów LGBT, którymi „trzeba się zająć”. Miała zostać dźgnięta co najmniej osiem razy w głowę i plecy i mieć ślady duszenia. Wcześniej jej nazwisko pojawiło się na stronie inspirowanej serią filmów „Piła”, która zachęcała do tropienia i karania aktywistów LGBT.